# Aéroport d'Oxford Kidlington
L'aéroport d'Oxford - Kidlington (aussi appelé aéroport de Londres - Oxford ou aéroport de Kidlington) (code IATA : OXF • code OACI : EGTK), est un aéroport anglais se trouvant à Kidlington, à 11 km au nord de la ville d'Oxford, dans l'Oxfordshire. C'est un petit aéroport privé spécialisé dans l'aviation légère et d'affaires. Il possède deux pistes toutes deux en asphalte.
Il est le siège de l'école de pilote de ligne Oxford Aviation Academy (en).

## Histoire
L'aéroport fut construit en 1935 par le Conseil de la ville d'Oxford. En 2007 il est revendu a un entrepreneur privé.

## Situation
| Heathrow Gatwick Stansted Luton City Southend Blackbushe Denham Elstree Fairoaks Farnborough Lydd North Weald Redhill Rochester Stapleford White Waltham Wycombe RAF Northolt Damyns Hall Biggin Hill Oxford Héliport |

## Compagnies aériennes et destinations
Deux compagnies se partagent les vols réguliers ou charters à partir de l'aéroport. Blue Islands propose des vols charters vers Jersey en saison. Manx2 propose des vols vers Belfast, l'Ile de Man et Jersey. 